# 献主小堂
献主小堂（法语：Chapelle des Oblats）是一座罗马天主教小堂，位于法国普罗旺斯-阿尔卑斯-蔚蓝海岸大区罗讷河口省的普罗旺斯地区艾克斯。

## 位置
该堂位于米拉波大道一端的福尔班广场（Place Forbin）。

## 历史
该堂原属天主教修会加尔默罗会的修道院，建于1625年。托马斯·维里尔（1658-1736年）设计了新的建筑，建于1695至1701年。立面由劳伦特·瓦隆（Laurent Vallon，1652-1724）设计于1697年。 
该堂作为加尔默罗会的修道院，一直到1789年法国大革命。 不久之后，另一个罗马天主教修会无玷圣母献主会的创始人马善乐教士（Eugène de Mazenod，1782-1861年）买下该堂，用于培训年轻的神父，并在普罗旺斯各地使农民重新信教。教堂内有圣马善乐的雕像。
自1911年，该堂被列为法国历史遗迹。

## 现状
该堂属于无玷圣母献主会，有四位神父和一位修士。 弥撒时间：每个工作日早上7点，星期天上午9点和11点。

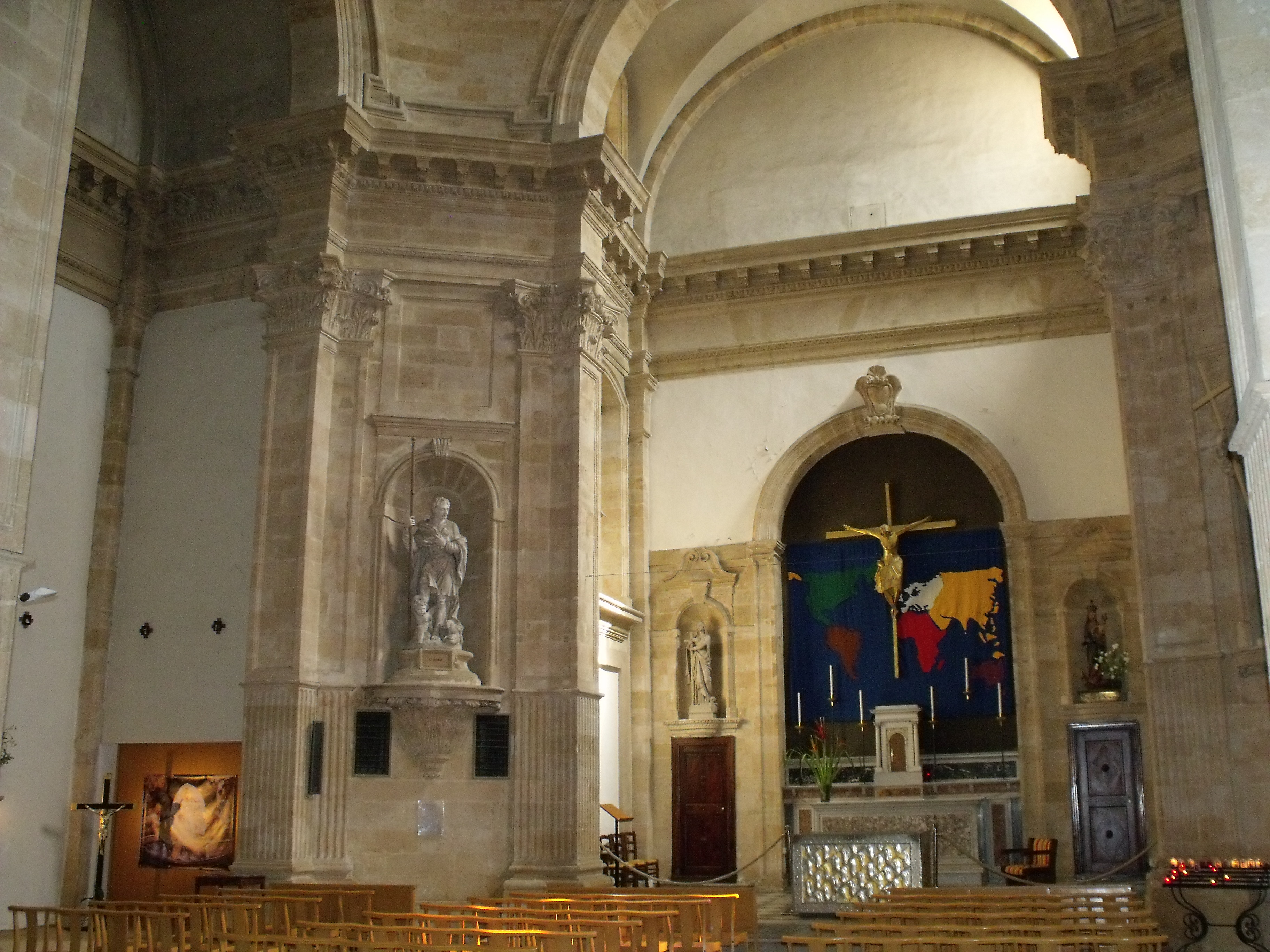
内部
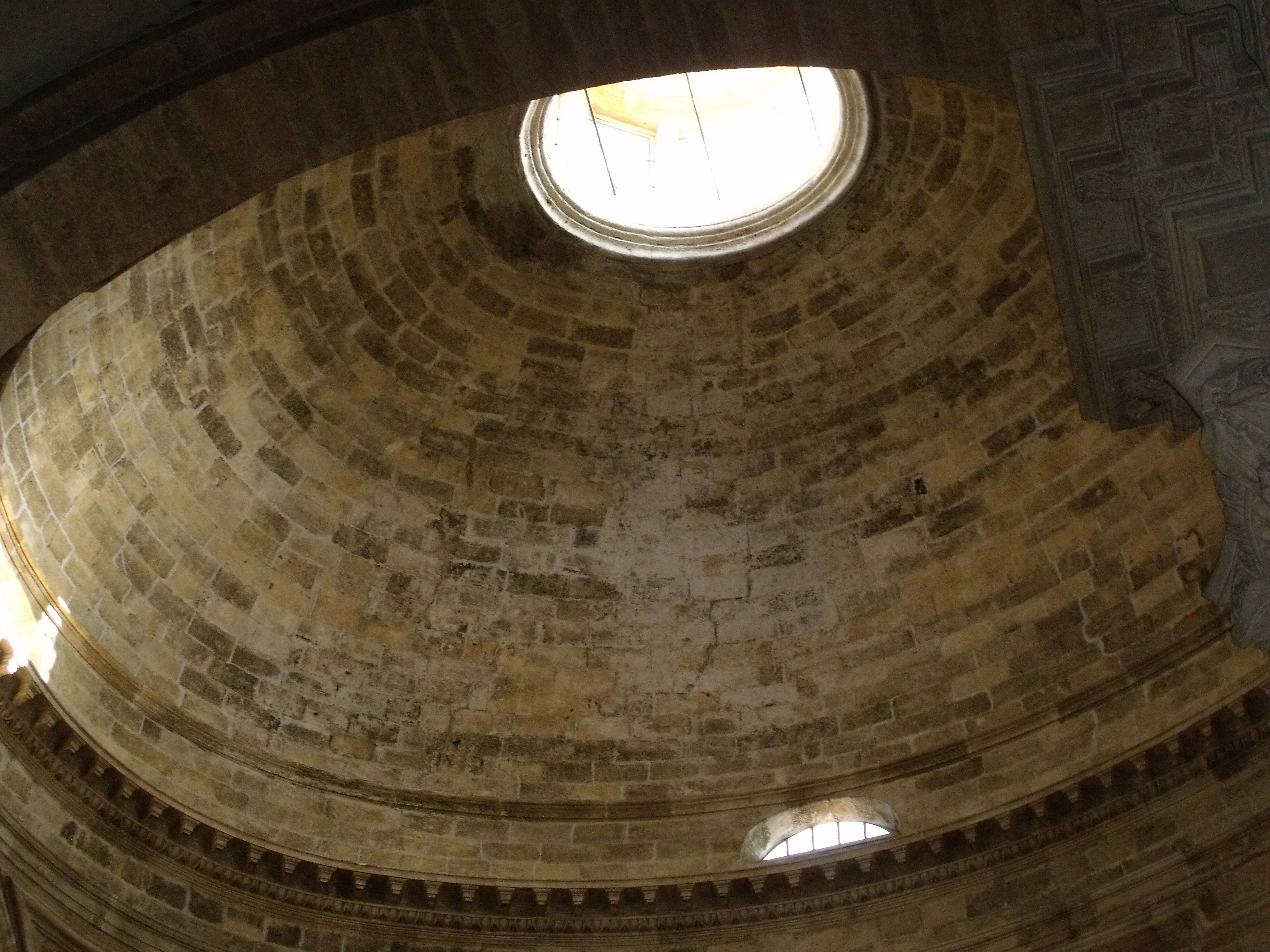
天花板
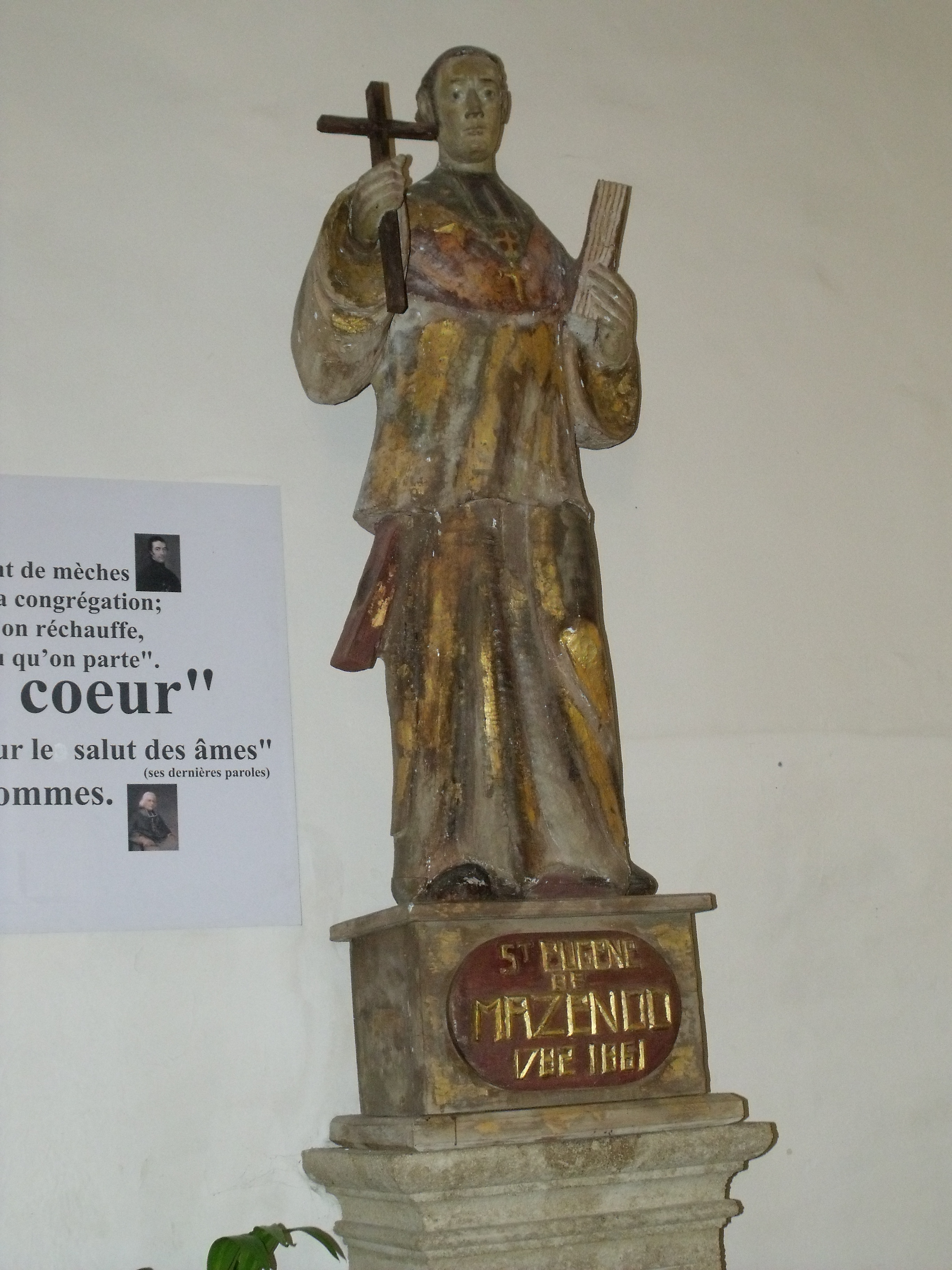
马善乐的雕像